# Arthur Knoebel
Robert Arthur Knoebel, genannt Arthur, (* 1934) ist ein US-amerikanischer Mathematiker. 
Knoebel wurde 1965 bei Alfred Foster an der University of California, Berkeley, in Mathematik promoviert (Functionally complete algebras). Danach war er an der New Mexico State University.
Er befasst sich mit Algebra und theoretischer Informatik.
1982 erhielt er den Lester Randolph Ford Award und 1984 den Chauvenet-Preis für Exponentials reiterated (American Mathematical Monthly, Band 88, 1981, S. 235–252).

## Schriften
- Sheaves of algebras over boolean spaces, Birkhäuser 2012
- mit Reinhard Laubenbacher, David Pengelley, Jerry Lodder: Mathematical Masterpieces - further chronicles by the explorers, Springer Verlag 2007[3]
- The equational classes generated by single functionally precomplete algebras, American Mathematical Society 1985